# Río Târgului
El río Târgului es un río que fluye por el distrito de Argeș, Rumanía. El río comienza en los montes Iezer-Păpușa y fluye por el municipio de Câmpulung Muscel, desembocando en el río Doamnei, cerca de Colibași. Tiene una longitud de 72 kilómetros y su cuenca tiene una superficie de 1096 km².
El río se forma por dos afluentes más pequeños, los ríos Cuca y Bătrâna, y en él se encuentra la gran presa de Râușor.

## Afluentes
El río Târgului integra los siguientes afluentes (y sus sectores):
- izquierda: Lespezi, Valea lui Geantă, Valea Largă, Valea Calului, Valea Călușului, Mușuroaiele, Dobriașul Mare, Valea Poienii, Dobriașul Mic, Pârâul Maricăi, Valea Rumâneștilor, Poienari, Ruda, Drăghici, Mănăstirea y Argeșel.

- derecha: Tambura, Frăcea, Bătrâna, Văcarea, Râușor, Valea Ursului, Bughea y Bratia.